# Udimore
 (août 2023).
Udimore est une paroisse civile et un village du Sussex de l'Est, en Angleterre.